# Silafène
Silafène (também escrita Sillafene) é uma vila na comuna de Foggaret Ezzaouia, no distrito de In Salah, província de Tamanghasset, Argélia.
Está localizada 24 quilômetros (1,5 milha) ao sul do município de Foggaret Ezzaouia e 39 quilômetros (24 milhas) a nordeste de In Salah.